# سوزان أندرسون
سوزان أندرسون (بالإنجليزية: Susan Anderson)‏ هي طبيبة أمريكية، ولدت في 31 يناير 1870 في فورت واين في الولايات المتحدة، وتوفيت في 16 أبريل 1960 في دنفر في الولايات المتحدة.